# Ayenia
Ayenia é um género botânico pertencente à família Malvaceae. É composto por cerca de 50 espécies, nativas da América.
O género foi descrito por John Lindley  e publicado em Kongliga Svenska Vetenskaps Akademiens Handlingar 17: 23-25, no ano de 1756. (Jan-Mar 1756) A espécie-tipo é Ayenia pusilla L. aceite em Systema Naturae, Editio Decima  2: 1247, no ano de 1759.
Trata-se de um género reconhecido pelo sistema de classificação filogenética Angiosperm Phylogeny Website. Neste sistema o género Nephropetalum B.L.Rob. & Greenm. é listado como sinónimo.

## Espécies seleccionadas
| - Ayenia acuminata - Ayenia aliculata - Ayenia angustifolia - Ayenia aprica - Ayenia ardua - Ayenia blanchetiana - Ayenia boliviana - Ayenia cajalbanensis - Ayenia compacta - Ayenia cordobensis - Ayenia cuatrecasae - Ayenia dentata - Ayenia erecta - Ayenia euphrasifolia | - Ayenia fasiculata - Ayenia filiformis - Ayenia fruticosa - Ayenia glabra - Ayenia glabrescens - Ayenia hirta - Ayenia insulicola - Ayenia jaliscana - Ayenia latifolia - Ayenia limitaris - Ayenia mansfeldiana - Ayenia manzanilloana - Ayenia micrantha | - Ayenia microphylla - Ayenia mollis - Ayenia noblickii - Ayenia palmeri - Ayenia pilosa - Ayenia purpusii - Ayenia pusilla - Ayenia schumanniana - Ayenia simulatrix - Ayenia tomentosa - Ayenia truncata - Ayenia velutina - Ayenia violacea |